# Dimmockia exorientis
Dimmockia exorientis är en stekelart som beskrevs av Storozheva 1979. Dimmockia exorientis ingår i släktet Dimmockia och familjen finglanssteklar. Inga underarter finns listade i Catalogue of Life.